# In Full Regalia
(Ola Salo su Nöjesbladet, la rivista pubblicata assieme al disco)
In Full Regalia è il quinto ed ultimo album della band svedese The Ark, pubblicato nell'aprile 2010.
Il lavoro, pubblicato insieme ad una rivista, è stato venduto, oltre che negli abituali negozi di dischi, anche in tutte le edicole di Svezia.
La rivista di 100 pagine contiene tutto quello che c'è da sapere sull'album, la storia della creazione del disco in parole e immagini, ma anche la storia dei The Ark in quasi venti anni di carriera, insieme a interviste e testi.
Tutto questo materiale non poteva essere contenuto in un normale libretto del CD e proprio per questo motivo è nata l'idea della rivista, che ha offerto l'opportunità di ampliare i contenuti extra.

## Tracce
1. Take a shine to me
2. Superstar
3. Stay with me
4. Singing 'bout the city
5. Have you ever heard a song
6. Publicity seeking rockers
7. I'll have my way with you, Frankie
8. All those days
9. Hygiene squad
10. The red cap